# Liga Nacional de Baloncesto 2025
La temporada 2025 de la Liga Nacional de Baloncesto fue la decimonovena temporada de la historia de la competición dominicana de baloncesto. La temporada regular contó con 56 partidos en general (14 cada equipo), esta comenzó el martes 13 de mayo y finalizó el viernes 20 de junio. Los playoffs iniciaron el martes 24 de junio y terminaron el miércoles 6 de agosto, cuando los Titanes del Sur se proclamaron campeones por segundo año consecutivo al derrotar a los Metros de Santiago.

## Sistema de competición
La competición consta de un grupo único integrado por ocho equipos de diferentes ciudades de la República Dominicana. Siguiendo un sistema de liga, los ocho equipos se enfrentan todos contra todos en dos ocasiones, una de local y otra de visitante, sumando un total de 14 partidos por equipo en la fase regular. La clasificación se establece teniendo en cuenta los puntos obtenidos en cada enfrentamiento, a razón de dos por partido ganado y uno en caso de derrota.
Al final de la fase regular, los seis primeros clasificados avanzan a la fase de eliminación para definir los semifinalistas del torneo. Todos los resultados de la fase regular de la competición son transferidos a la fase de eliminación. Una vez allí, se continua con el sistema de liga, los seis equipos se enfrenta nueva vez todos contras todos en dos ocasiones más, sumando un total de 10 partidos por equipo en la fase eliminatoria.
Una vez concluida la fase de eliminación, los cuatro primeros de la tabla clasifican a las semifinales del torneo. Allí, los cuatro equipos se emparejaran de acuerdo con su clasificación en la fase eliminatoria y disputan unas series eliminatorias al mejor de cinco partidos (al mejor de siete en la serie final). Los primeros clasificados tienen ventaja de campo y los emparejamientos se hacen favoreciendo la clasificación previa, es decir el primero juega con el cuarto y el segundo con el tercero. El ganador de la serie final de estas eliminatorias es proclamado campeón de la LNB.

## Temporada regular

### Clasificaciones
| Pos. | Equipo                             | PJ | G | P | %    | PD | Casa | Fuera | Pts |
| ---- | ---------------------------------- | -- | - | - | ---- | -- | ---- | ----- | --- |
| 1    | Cañeros del Este                   | 14 | 8 | 6 | .571 | -  | 5-2  | 3-4   | 22  |
| 2    | Metros de Santiago                 | 14 | 8 | 6 | .571 | -  | 5-2  | 3-4   | 22  |
| 3    | Leones de Santo Domingo            | 14 | 8 | 6 | .571 | -  | 5-2  | 3-4   | 22  |
| 4    | Indios de San Francisco de Macorís | 14 | 7 | 7 | .500 | 1  | 4-3  | 3-4   | 21  |
| 5    | Titanes del Sur                    | 14 | 7 | 7 | .500 | 1  | 3-4  | 4-3   | 21  |
| 6    | Marineros de Puerto Plata          | 14 | 7 | 7 | .500 | 1  | 4-3  | 3-4   | 21  |
| 7    | Soles de Santo Domingo Este        | 14 | 6 | 8 | .429 | 2  | 3-4  | 3-4   | 20  |
| 8    | Reales de La Vega                  | 14 | 5 | 9 | .357 | 3  | 3-4  | 2-5   | 19  |

|  | Clasificados a la fase de eliminación |

### Resultados
| Semana 1 | Semana 1  | Semana 1  | Semana 1             | Semana 1   | Semana 1   | Semana 1 |
| Local    | Resultado | Visitante | Pabellón             | Fecha      | Hora       |          |
| -------- | --------- | --------- | -------------------- | ---------- | ---------- | -------- |
| Titanes  | 100 - 87  | Reales    | San Cristóbal        | 13 de mayo | 8:00 p. m. |          |
| Metros   | 71 - 77   | Cañeros   | Gran Arena del Cibao | 13 de mayo | 8:30 p. m. |          |
| Indios   | 122 - 101 | Marineros | Mario Ortega         | 14 de mayo | 8:00 p. m. |          |
| Leones   | 99 - 69   | Soles     | Mauricio Báez        | 14 de mayo | 8:30 p. m. |          |
| Metros   | 87 - 75   | Titanes   | Gran Arena del Cibao | 16 de mayo | 8:00 p. m. |          |
| Soles    | 79 - 81   | Marineros | Rolando Ramírez      | 17 de mayo | 8:30 p. m. |          |
| Titanes  | 74 - 83   | Cañeros   | San Cristóbal        | 18 de mayo | 5:00 p. m. |          |
| Reales   | 80 - 91   | Metros    | Fernando Teruel      | 18 de mayo | 6:00 p. m. |          |

| Semana 2  | Semana 2  | Semana 2  | Semana 2              | Semana 2   | Semana 2   | Semana 2 |
| Local     | Resultado | Visitante | Pabellón              | Fecha      | Hora       |          |
| --------- | --------- | --------- | --------------------- | ---------- | ---------- | -------- |
| Indios    | 90 - 98   | Soles     | Mario Ortega          | 20 de mayo | 8:00 p. m. |          |
| Marineros | 80 - 66   | Leones    | Fabio Rafael González | 20 de mayo | 8:30 p. m. |          |
| Indios    | 79 - 83   | Titanes   | Mario Ortega          | 21 de mayo | 8:00 p. m. |          |
| Marineros | 75 - 64   | Reales    | Fabio Rafael González | 21 de mayo | 8:30 p. m. |          |
| Leones    | 119 - 122 | Metros    | Mauricio Báez         | 23 de mayo | 8:00 p. m. |          |
| Soles     | 64 - 88   | Cañeros   | Rolando Ramírez       | 23 de mayo | 8:30 p. m. |          |
| Titanes   | 104 - 98  | Marineros | San Cristóbal         | 24 de mayo | 8:00 p. m. |          |
| Reales    | 97 - 109  | Leones    | Fernando Teruel       | 24 de mayo | 8:30 p. m. |          |
| Metros    | 85 - 83   | Soles     | Gran Arena del Cibao  | 25 de mayo | 5:00 p. m. |          |
| Cañeros   | 67 - 87   | Indios    | Eleoncio Mercedes     | 25 de mayo | 7:00 p. m. |          |

| Semana 3  | Semana 3  | Semana 3  | Semana 3              | Semana 3   | Semana 3   | Semana 3 |
| Local     | Resultado | Visitante | Pabellón              | Fecha      | Hora       |          |
| --------- | --------- | --------- | --------------------- | ---------- | ---------- | -------- |
| Leones    | 85 - 73   | Titanes   | Mauricio Báez         | 27 de mayo | 8:00 p. m. |          |
| Soles     | 70 - 79   | Reales    | Rolando Ramírez       | 27 de mayo | 8:30 p. m. |          |
| Indios    | 108 - 105 | Metros    | Mario Ortega          | 28 de mayo | 8:00 p. m. |          |
| Marineros | 94 - 80   | Cañeros   | Fabio Rafael González | 28 de mayo | 8:30 p. m. |          |
| Titanes   | 80 - 77   | Soles     | San Cristóbal         | 30 de mayo | 8:00 p. m. |          |
| Reales    | 101 - 87  | Indios    | Fernando Teruel       | 30 de mayo | 8:30 p. m. |          |
| Metros    | 95 - 81   | Marineros | Gran Arena del Cibao  | 31 de mayo | 8:00 p. m. |          |
| Cañeros   | 87 - 78   | Leones    | Eleoncio Mercedes     | 31 de mayo | 8:30 p. m. |          |
| Reales    | 93 - 80   | Titanes   | Fernando Teruel       | 1 de junio | 5:00 p. m. |          |
| Leones    | 96 - 86   | Indios    | Mauricio Báez         | 1 de junio | 6:00 p. m. |          |
| Cañeros   | 107 - 95  | Metros    | Eleoncio Mercedes     | 1 de junio | 6:00 p. m. |          |

| Semana 4  | Semana 4  | Semana 4  | Semana 4              | Semana 4   | Semana 4   | Semana 4 |
| Local     | Resultado | Visitante | Pabellón              | Fecha      | Hora       |          |
| --------- | --------- | --------- | --------------------- | ---------- | ---------- | -------- |
| Marineros | 90 - 91   | Indios    | Fabio Rafael González | 3 de junio | 8:00 p. m. |          |
| Soles     | 101 - 83  | Leones    | Rolando Ramírez       | 3 de junio | 8:30 p. m. |          |
| Titanes   | 100 - 106 | Metros    | San Cristóbal         | 4 de junio | 8:00 p. m. |          |
| Reales    | 96 - 81   | Cañeros   | Fernando Teruel       | 4 de junio | 8:30 p. m. |          |
| Marineros | 82 - 90   | Soles     | Fabio Rafael González | 6 de junio | 8:30 p. m. |          |
| Indios    | 79 - 99   | Leones    | Mario Ortega          | 6 de junio | 8:45 p. m. |          |
| Cañeros   | 69 - 87   | Titanes   | Eleoncio Mercedes     | 7 de junio | 8:00 p. m. |          |
| Metros    | 92 - 98   | Reales    | Gran Arena del Cibao  | 7 de junio | 8:30 p. m. |          |
| Soles     | 81 - 75   | Indios    | Rolando Ramírez       | 8 de junio | 5:00 p. m. |          |
| Leones    | 81 - 84   | Marineros | Mauricio Báez         | 8 de junio | 6:00 p. m. |          |

| Semana 5  | Semana 5  | Semana 5  | Semana 5              | Semana 5    | Semana 5   | Semana 5 |
| Local     | Resultado | Visitante | Pabellón              | Fecha       | Hora       |          |
| --------- | --------- | --------- | --------------------- | ----------- | ---------- | -------- |
| Cañeros   | 87 - 74   | Reales    | Eleoncio Mercedes     | 9 de junio  | 8:00 p. m. |          |
| Titanes   | 79 - 84   | Indios    | San Cristóbal         | 10 de junio | 8:00 p. m. |          |
| Reales    | 91 - 104  | Marineros | Fernando Teruel       | 10 de junio | 8:30 p. m. |          |
| Metros    | 110 - 106 | Leones    | Gran Arena del Cibao  | 11 de junio | 8:00 p. m. |          |
| Cañeros   | 86 - 81   | Soles     | Eleoncio Mercedes     | 11 de junio | 8:30 p. m. |          |
| Marineros | 83 - 87   | Titanes   | Fabio Rafael González | 13 de junio | 8:00 p. m. |          |
| Soles     | 92 - 86   | Metros    | Rolando Ramírez       | 14 de junio | 8:00 p. m. |          |
| Indios    | 89 - 71   | Cañeros   | Mario Ortega          | 15 de junio | 6:00 p. m. |          |

| Semana 6  | Semana 6  | Semana 6  | Semana 6              | Semana 6    | Semana 6   | Semana 6 |
| Local     | Resultado | Visitante | Pabellón              | Fecha       | Hora       |          |
| --------- | --------- | --------- | --------------------- | ----------- | ---------- | -------- |
| Reales    | 96 - 101  | Soles     | Fernando Teruel       | 16 de junio | 8:00 p. m. |          |
| Titanes   | 84 - 87   | Leones    | San Cristóbal         | 16 de junio | 8:30 p. m. |          |
| Metros    | 100 - 98  | Indios    | Gran Arena del Cibao  | 17 de junio | 8:00 p. m. |          |
| Cañeros   | 79 - 76   | Marineros | Eleoncio Mercedes     | 17 de junio | 8:30 p. m. |          |
| Soles     | 70 - 78   | Titanes   | Rolando Ramírez       | 18 de junio | 8:00 p. m. |          |
| Indios    | 95 - 87   | Reales    | Mario Ortega          | 18 de junio | 8:30 p. m. |          |
| Leones    | 95 - 93   | Reales    | Mauricio Báez         | 19 de junio | 6:00 p. m. |          |
| Marineros | 84 - 78   | Metros    | Fabio Rafael González | 20 de junio | 8:00 p. m. |          |
| Leones    | 83 - 82   | Cañeros   | Mauricio Báez         | 20 de junio | 8:30 p. m. |          |

### Estadísticas individuales

#### Puntos
| Pos. | Jugador          | Equipo                    | Partidos | Puntos | Promedio |
| ---- | ---------------- | ------------------------- | -------- | ------ | -------- |
| 1    | Juan Guerrero    | Metros de Santiago        | 14       | 312    | 22.3     |
| 2    | Sydney Curry     | Marineros de Puerto Plata | 14       | 270    | 19.3     |
| 3    | Brandon Spearman | Titanes del Sur           | 11       | 212    | 19.3     |
| 4    | Gerardo Suero    | Leones de Santo Domingo   | 10       | 185    | 18.5     |
| 5    | Trahson Burrel   | Leones de Santo Domingo   | 14       | 250    | 17.9     |

#### Rebotes
| Pos. | Jugador           | Equipo                             | Partidos | Rebotes | Promedio |
| ---- | ----------------- | ---------------------------------- | -------- | ------- | -------- |
| 1    | Luismal Ferreiras | Indios de San Francisco de Macorís | 14       | 158     | 11.3     |
| 2    | Anderson García   | Marineros de Puerto Plata          | 8        | 88      | 11.0     |
| 3    | Sydney Curry      | Marineros de Puerto Plata          | 14       | 146     | 10.4     |
| 4    | Eloy Vargas       | Leones de Santo Domingo            | 14       | 139     | 9.9      |
| 5    | Juan Guerrero     | Metros de Santiago                 | 14       | 122     | 8.7      |

#### Asistencias
| Pos. | Jugador          | Equipo                             | Partidos | Asistencias | Promedio |
| ---- | ---------------- | ---------------------------------- | -------- | ----------- | -------- |
| 1    | Jayson Valdez    | Leones de Santo Domingo            | 14       | 117         | 8.4      |
| 2    | Richard Bautista | Titanes del Sur                    | 13       | 99          | 7.6      |
| 3    | Andersson García | Marineros de Puerto Plata          | 8        | 52          | 6.5      |
| 4    | Terrell Holloway | Metros de Santiago                 | 11       | 60          | 5.5      |
| 5    | Édgar Sosa       | Indios de San Francisco de Macorís | 12       | 51          | 4.3      |

#### Robos
| Pos. | Jugador           | Equipo                             | Partidos | Robos | Promedio |
| ---- | ----------------- | ---------------------------------- | -------- | ----- | -------- |
| 1    | Richard Bautista  | Titanes del Sur                    | 13       | 36    | 2.8      |
| 2    | Jayson Valdez     | Leones de Santo Domingo            | 14       | 28    | 2.0      |
| 3    | Jhery Matos       | Metros de Santiago                 | 14       | 21    | 1.5      |
| 4    | Luis Feliz        | Marineros de Puerto Plata          | 14       | 19    | 1.4      |
| 5    | Luismal Ferreiras | Indios de San Francisco de Macorís | 14       | 19    | 1.4      |

#### Tapones
| Pos. | Jugador           | Equipo                             | Partidos | Tapones | Promedio |
| ---- | ----------------- | ---------------------------------- | -------- | ------- | -------- |
| 1    | Jordan Gerónimo   | Metros de Santiago                 | 13       | 20      | 1.5      |
| 2    | Eloy Vargas       | Leones de Santo Domingo            | 14       | 18      | 1.3      |
| 3    | Jaquan Lightfoot  | Titanes del Sur                    | 11       | 13      | 1.2      |
| 4    | Luismal Ferreiras | Indios de San Francisco de Macorís | 14       | 16      | 1.1      |

#### Porcentaje de tiros de campo
| Pos. | Jugador           | Equipo                             | Partidos | TCA | TCI | Porcentaje |
| ---- | ----------------- | ---------------------------------- | -------- | --- | --- | ---------- |
| 1    | Sydney Curry      | Marineros de Puerto Plata          | 14       | 112 | 185 | 60.54%     |
| 2    | Juan Guerrero     | Metros de Santiago                 | 14       | 118 | 209 | 56.46%     |
| 3    | Gerardo Suero     | Leones de Santo Domingo            | 10       | 63  | 120 | 52.50%     |
| 4    | Luismal Ferreiras | Indios de San Francisco de Macorís | 14       | 82  | 161 | 50.93%     |

#### Porcentaje de triples
| Pos. | Jugador          | Equipo                             | Partidos | 3PA | 3PI | Porcentaje |
| ---- | ---------------- | ---------------------------------- | -------- | --- | --- | ---------- |
| 1    | Édgar Sosa       | Indios de San Francisco de Macorís | 12       | 24  | 55  | 43.63%     |
| 4    | Terrell Holloway | Metros de Santiago                 | 11       | 26  | 60  | 43.33%     |
| 3    | Brayan Saviñon   | Leones de Santo Domingo            | 14       | 20  | 47  | 42.55%     |

#### Porcentaje de tiros libres
| Pos. | Jugador          | Equipo                             | Partidos | TLA | TLI | Porcentaje |
| ---- | ---------------- | ---------------------------------- | -------- | --- | --- | ---------- |
| 1    | Gerardo Suero    | Leones de Santo Domingo            | 10       | 41  | 48  | 85.42%     |
| 2    | Eddy Polanco     | Indios de San Francisco de Macorís | 10       | 46  | 55  | 83.64%     |
| 3    | Terrell Holloway | Metros de Santiago                 | 11       | 35  | 43  | 81.39%     |
| 4    | Édgar Sosa       | Indios de San Francisco de Macorís | 12       | 32  | 41  | 78.04%     |
| 5    | Richard Bautista | Titanes del Sur                    | 13       | 35  | 45  | 77.78%     |

### Premios
- Jugador Más Valioso:[5][6]

-  Juan Guerrero, Metros de Santiago

- Jugador Defensivo del Año:[7]

-  Richard Bautista, Titanes del Sur

- Mejor Sexto Hombre del Año:[8]

-  Eusebio Suero, Cañeros del Este

- Novato del Año:[8]

-  Andersson García, Marineros de Puerto Plata

- Dirigente del Año:[9]

-  Melvyn López, Metros de Santiago

## Playoffs

### Fase de eliminación
Todos los resultados de la fase regular de la competición se transfirieron a la fase de eliminación.
| Pos. | Equipo                             | PJ | G  | P  | %    | PD | Casa | Fuera | Pts |
| ---- | ---------------------------------- | -- | -- | -- | ---- | -- | ---- | ----- | --- |
| 1    | Metros de Santiago                 | 24 | 15 | 9  | .625 | -  | 9-3  | 6-6   | 39  |
| 2    | Titanes del Sur                    | 24 | 14 | 10 | .583 | 1  | 6-6  | 8-4   | 38  |
| 3    | Leones de Santo Domingo            | 24 | 13 | 11 | .542 | 2  | 9-3  | 4-8   | 37  |
| 4    | Indios de San Francisco de Macorís | 24 | 13 | 11 | .542 | 2  | 9-3  | 4-8   | 37  |
| 5    | Marineros de Puerto Plata          | 23 | 10 | 13 | .435 | 5½ | 6-5  | 4-8   | 33  |
| 6    | Cañeros del Este                   | 23 | 9  | 14 | .391 | 6½ | 6-6  | 3-8   | 32  |

|  | Clasificados a las semifinales |

#### Resultados
| Semana 7  | Semana 7  | Semana 7  | Semana 7              | Semana 7    | Semana 7   | Semana 7 |
| Local     | Resultado | Visitante | Pabellón              | Fecha       | Hora       |          |
| --------- | --------- | --------- | --------------------- | ----------- | ---------- | -------- |
| Titanes   | 80 - 85   | Marineros | San Cristóbal         | 24 de junio | 8:00 p. m. |          |
| Leones    | 105 - 93  | Indios    | Mauricio Báez         | 25 de junio | 8:00 p. m. |          |
| Cañeros   | 77 - 94   | Metros    | Eleoncio Mercedes     | 25 de junio | 8:30 p. m. |          |
| Leones    | 87 - 81   | Cañeros   | Mauricio Báez         | 27 de junio | 7:30 p. m. |          |
| Marineros | 80 - 88   | Metros    | Fabio Rafael González | 27 de junio | 8:00 p. m. |          |
| Indios    | 78 - 71   | Titanes   | Mario Ortega          | 27 de junio | 8:30 p. m. |          |
| Cañeros   | 70 - 90   | Indios    | Eleoncio Mercedes     | 29 de junio | 5:00 p. m. |          |
| Leones    | 96 - 92   | Marineros | Mauricio Báez         | 29 de junio | 6:00 p. m. |          |
| Metros    | 91 - 110  | Titanes   | Gran Arena del Cibao  | 29 de junio | 7:00 p. m. |          |

| Semana 8  | Semana 8  | Semana 8  | Semana 8              | Semana 8   | Semana 8   | Semana 8 |
| Local     | Resultado | Visitante | Pabellón              | Fecha      | Hora       |          |
| --------- | --------- | --------- | --------------------- | ---------- | ---------- | -------- |
| Titanes   | 82 - 73   | Cañeros   | San Cristóbal         | 1 de julio | 8:00 p. m. |          |
| Metros    | 112 - 87  | Leones    | Gran Arena del Cibao  | 2 de julio | 8:00 p. m. |          |
| Marineros | 89 - 81   | Indios    | Fabio Rafael González | 2 de julio | 8:30 p. m. |          |
| Cañeros   | 103 - 96  | Marineros | Eleoncio Mercedes     | 4 de julio | 7:30 p. m. |          |
| Indios    | 93 - 73   | Metros    | Mario Ortega          | 4 de julio | 8:00 p. m. |          |
| Titanes   | 110 - 81  | Leones    | San Cristóbal         | 4 de julio | 8:30 p. m. |          |
| Metros    | 110 - 69  | Cañeros   | Gran Arena del Cibao  | 6 de julio | 5:00 p. m. |          |
| Indios    | 104 - 94  | Leones    | Mario Ortega          | 6 de julio | 5:30 p. m. |          |
| Marineros | 80 - 85   | Titanes   | Fabio Rafael González | 6 de julio | 6:00 p. m. |          |

| Semana 9  | Semana 9  | Semana 9  | Semana 9              | Semana 9    | Semana 9   | Semana 9 |
| Local     | Resultado | Visitante | Pabellón              | Fecha       | Hora       |          |
| --------- | --------- | --------- | --------------------- | ----------- | ---------- | -------- |
| Cañeros   | 91 - 108  | Leones    | Eleoncio Mercedes     | 8 de julio  | 8:00 p. m. |          |
| Metros    | 108 - 99  | Marineros | Gran Arena del Cibao  | 9 de julio  | 8:00 p. m. |          |
| Titanes   | 84 - 73   | Indios    | San Cristóbal         | 9 de julio  | 8:30 p. m. |          |
| Indios    | 111 - 88  | Cañeros   | Mario Ortega          | 11 de julio | 7:30 p. m. |          |
| Titanes   | 78 - 87   | Metros    | San Cristóbal         | 11 de julio | 8:00 p. m. |          |
| Marineros | 100 - 78  | Leones    | Fabio Rafael González | 11 de julio | 8:30 p. m. |          |
| Cañeros   | 86 - 93   | Titanes   | Eleoncio Mercedes     | 13 de julio | 5:00 p. m. |          |
| Leones    | 104 - 93  | Metros    | Mauricio Báez         | 13 de julio | 5:30 p. m. |          |
| Indios    | 101 - 93  | Marineros | Mario Ortega          | 13 de julio | 6:00 p. m. |          |

| Semana 10 | Semana 10 | Semana 10 | Semana 10            | Semana 10   | Semana 10  | Semana 10 |
| Local     | Resultado | Visitante | Pabellón             | Fecha       | Hora       |           |
| --------- | --------- | --------- | -------------------- | ----------- | ---------- | --------- |
| Metros    | 110 - 83  | Indios    | Gran Arena del Cibao | 16 de julio | 8:00 p. m. |           |
| Leones    | 87 - 91   | Titanes   | Mauricio Báez        | 16 de julio | 8:00 p. m. |           |

### Cuadro
|  | Semifinales | Semifinales                        | Semifinales |                 |   | Serie Final        | Serie Final | Serie Final |  |
|  | Mejor de 5  | Mejor de 5                         | Mejor de 5  |                 |   | Mejor de 7         | Mejor de 7  | Mejor de 7  |  |
|  |             |                                    |             |                 |   |                    |             |             |  |
|  |             |                                    |             |                 |   |                    |             |             |  |
|  | 1           | Metros de Santiago                 | 3           |                 |   |                    |             |             |  |
|  | 1           | Metros de Santiago                 | 3           |                 |   |                    |             |             |  |
|  | 4           | Indios de San Francisco de Macorís | 1           |                 |   |                    |             |             |  |
|  | 4           | Indios de San Francisco de Macorís | 1           |                 | 1 | Metros de Santiago | 0           |             |  |
|  |             |                                    |             |                 | 1 | Metros de Santiago | 0           |             |  |
|  |             |                                    | 2           | Titanes del Sur | 4 |                    |             |             |  |
|  | 2           | Titanes del Sur                    | 2           | Titanes del Sur | 4 | 3                  |             |             |  |
|  | 2           | Titanes del Sur                    |             |                 |   | 3                  |             |             |  |
|  | 3           | Leones de Santo Domingo            | 0           |                 |   |                    |             |             |  |
|  | 3           | Leones de Santo Domingo            | 0           |                 |   |                    |             |             |  |
|  |             |                                    |             |                 |   |                    |             |             |  |

### Semifinales

#### (1) Metros vs. (4) Indios
| 20 de julio        | Metros de Santiago                                           | 77–84                                 | Indios de San Francisco de Macorís                                   | Santiago                       |  |  |
| 6:00 p. m.         | Parciales: 30-21, 14-28, 19-16, 14-19                        | Parciales: 30-21, 14-28, 19-16, 14-19 | Parciales: 30-21, 14-28, 19-16, 14-19                                |                                |  |  |
|                    | Estadísticas Juan Guerrero 17 Juan Guerrero 11 Norris Cole 7 | Reporte Pts Reb Asts                  | Estadísticas 26 Juan Miguel Suero 8 Juan Miguel Suero 4 Edgar Tejada | Pabellón: Gran Arena del Cibao |  |  |
| Indios lideran 1-0 |                                                              |                                       |                                                                      |                                |  |  |
|                    |                                                              |                                       |                                                                      |                                |  |  |

| 23 de julio        | Indios de San Francisco de Macorís                                   | 88–104                                | Metros de Santiago                                             | San Francisco de Macorís        |  |  |
| 8:00 p. m.         | Parciales: 25-26, 18-27, 24-25, 21-26                                | Parciales: 25-26, 18-27, 24-25, 21-26 | Parciales: 25-26, 18-27, 24-25, 21-26                          |                                 |  |  |
|                    | Estadísticas Juan Miguel Suero 27 Miguel Simón 7 Juan Miguel Suero 6 | Reporte Pts Reb Asts                  | Estadísticas 24 Juan Guerrero 8 Juan Guerrero 6 Tres jugadores | Pabellón: Pabellón Mario Ortega |  |  |
| Serie empatada 1-1 |                                                                      |                                       |                                                                |                                 |  |  |
|                    |                                                                      |                                       |                                                                |                                 |  |  |

| 25 de julio       | Metros de Santiago                                             | 97–93                                 | Indios de San Francisco de Macorís                                          | Santiago                       |  |  |
| 8:00 p. m.        | Parciales: 25-31, 26-23, 25-17, 21-22                          | Parciales: 25-31, 26-23, 25-17, 21-22 | Parciales: 25-31, 26-23, 25-17, 21-22                                       |                                |  |  |
|                   | Estadísticas Omar Silverio 24 Juan Guerrero 12 Omar Silverio 6 | Reporte Pts Reb Asts                  | Estadísticas 22 Juan Miguel Suero 10 Michael Watkins 6 J. Suero, E. Polanco | Pabellón: Gran Arena del Cibao |  |  |
| Metros lidera 2-1 |                                                                |                                       |                                                                             |                                |  |  |
|                   |                                                                |                                       |                                                                             |                                |  |  |

| 27 de julio               | Indios de San Francisco de Macorís                                         | 98–100                                | Metros de Santiago                                             | San Francisco de Macorís        |  |  |
| 6:00 p. m.                | Parciales: 28-28, 26-27, 19-24, 25-21                                      | Parciales: 28-28, 26-27, 19-24, 25-21 | Parciales: 28-28, 26-27, 19-24, 25-21                          |                                 |  |  |
|                           | Estadísticas Juan Miguel Suero 28 Luismal Ferreiras 15 Juan Miguel Suero 6 | Reporte Pts Reb Asts                  | Estadísticas 19 Omar Silverio 10 Juan Guerrero 7 Adris de León | Pabellón: Pabellón Mario Ortega |  |  |
| Metros ganan la serie 3-1 |                                                                            |                                       |                                                                |                                 |  |  |
|                           |                                                                            |                                       |                                                                |                                 |  |  |

#### (2) Titanes vs. (3) Leones
| 19 de julio         | Titanes del Sur                                                     | 89–74                                 | Leones de Santo Domingo                                        | San Cristóbal                         |  |  |
| 8:00 p. m.          | Parciales: 16-21, 23-13, 23-16, 27-24                               | Parciales: 16-21, 23-13, 23-16, 27-24 | Parciales: 16-21, 23-13, 23-16, 27-24                          |                                       |  |  |
|                     | Estadísticas Jassel Pérez 25 Jonathan Araujo 11 Richard Bautista 11 | Reporte Pts Reb Asts                  | Estadísticas 12 Gerardo Suero 10 Eloy Vargas 4 Trahson Burrell | Pabellón: Polideportivo San Cristóbal |  |  |
| Titanes lideran 1-0 |                                                                     |                                       |                                                                |                                       |  |  |
|                     |                                                                     |                                       |                                                                |                                       |  |  |

| 22 de julio         | Leones de Santo Domingo                                   | 82–95                                 | Titanes del Sur                                                        | Santo Domingo                         |  |  |
| 8:00 p. m.          | Parciales: 20-24, 22-21, 23-31, 17-19                     | Parciales: 20-24, 22-21, 23-31, 17-19 | Parciales: 20-24, 22-21, 23-31, 17-19                                  |                                       |  |  |
|                     | Estadísticas Evander Oriz 14 Eloy Vargas 8 Evander Oriz 6 | Reporte Pts Reb Asts                  | Estadísticas 28 Jassel Pérez 13 Jonathan Araujo 7 J. Pérez, L. Montero | Pabellón: Polideportivo Mauricio Báez |  |  |
| Titanes lideran 2-0 |                                                           |                                       |                                                                        |                                       |  |  |
|                     |                                                           |                                       |                                                                        |                                       |  |  |

| 24 de julio                | Titanes del Sur                                                     | 91–76                                 | Leones de Santo Domingo                                                | San Cristóbal                         |  |  |
| 8:00 p. m.                 | Parciales: 20-28, 22-23, 29-11, 20-14                               | Parciales: 20-28, 22-23, 29-11, 20-14 | Parciales: 20-28, 22-23, 29-11, 20-14                                  |                                       |  |  |
|                            | Estadísticas Jassel Pérez 19 Cuatro jugadores 6 Richard Bautista 10 | Reporte Pts Reb Asts                  | Estadísticas 21 Sterling Manley 6 S. Manley, E. Vargas 5 Jaison Valdez | Pabellón: Polideportivo San Cristóbal |  |  |
| Titanes ganan la serie 3-0 |                                                                     |                                       |                                                                        |                                       |  |  |
|                            |                                                                     |                                       |                                                                        |                                       |  |  |

### Serie Final
| Partido | Fecha       | Local              | Resultado   | Visitante          |
| ------- | ----------- | ------------------ | ----------- | ------------------ |
| 1       | 30 de julio | Metros de Santiago | 79-82 (0-1) | Titanes del Sur    |
| 2       | 1 de agosto | Titanes del Sur    | 89-70 (2-0) | Metros de Santiago |
| 3       | 3 de agosto | Metros de Santiago | 81-88 (0-3) | Titanes del Sur    |
| 4       | 6 de agosto | Titanes del Sur    | 76-64 (4-0) | Metros de Santiago |

|                                     |
|                                     |
| Campeón Titanes del Sur 3.er título |

| Jugador Más Valioso de la Serie Final |
| ------------------------------------- |
| Jassel Pérez, Titanes del Sur         |